# Verneuil-sur-Igneraie
Verneuil-sur-Igneraie è un comune francese di 353 abitanti situato nel dipartimento dell'Indre nella regione del Centro-Valle della Loira.

## Società

### Evoluzione demografica
Abitanti censiti